# Mannophryne herminae
Mannophryne herminae är en groddjursart som först beskrevs av Oskar Boettger 1893.  Mannophryne herminae ingår i släktet Mannophryne och familjen Aromobatidae. IUCN kategoriserar arten globalt som nära hotad. Inga underarter finns listade i Catalogue of Life.